# Завадский, Александр Анатольевич
Алекса́ндр Анато́льевич Зава́дский (род. 16 декабря 1983, Вильнюс, Литовская ССР, СССР) — российский военнослужащий, генерал-майор (02.05.2024). Герой Российской Федерации (2022).

## Биография
Родился в семье военнослужащего. С 1984 года проживал в Приморском крае.
Окончив 8 классов средней школы, поступил в Уссурийское суворовское военное училище. Окончив его в 2001 году, поступил в Московский военный институт и в 2005 году окончил его. Службу начал в Дальневосточном военном округе, командовал взводом, ротой, батальоном.
В 2014-2017 годах проходил обучение в Общевойсковой академии ВС РФ, после окончания которой был назначен командиром мотострелкового батальона в 79-ю отдельную гвардейскую мотострелковую бригаду. После 2015 года провёл 2 командировки в Сирии.
Принимал участие во вторжении России на Украину с 24 февраля 2022 года. В воинском звании «гвардии подполковник» командовал 7-м отдельным гвардейским мотострелковым полком. 8 декабря 2022 года была вручена Звезда Героя Российской Федерации. В 2023 году в воинском звании «гвардии полковник» назначен начальником штаба 18-й мотострелковой дивизии.
2 мая 2024 года Указом президента России присвоено воинское звание «генерал-майор».

## Награды
- Герой Российской Федерации (2022)[2][3].